# Jet America Airlines
Jet America Airlines — бывшая коммерческая авиакомпания Соединённых Штатов со штаб-квартирой в городе Сигнал-Хилле (Калифорния), работавшая на рынке местных авиаперевозок с 1981 по 1987 годы.

## История
Авиакомпания была основана руководителями компаний AirCal и Air Florida в сентябре 1980 года и начала операционную деятельность 16 ноября 1981 года с выполнения регулярного рейса из аэропорта Лонг-Бич в Международный аэропорт Чикаго О’Хара. Позднее в маршрутную сеть были добавлены ещё пять регулярных рейсов в другие аэропорты. Воздушный флот Jet America Airlines состоял из восьми самолётов McDonnell Douglas MD-82, а летом 1984 года пополнился ещё двумя лайнерами Boeing 707, впоследствии работавшими на чартерных авиарейсах.
В 1985 году Jet America Airlines подписала партнёрское соглашение с корпораций Disney на перевозку пассажиров из Международного аэропорта Даллас/Форт-Уэрт в аэропорт Лонг-Бич в рамках празднования 30-летнего юбилея компании Диснея.
В конце 1986 года авиакомпания получила два предложения о приобретении магистральной авиакомпанией Delta Air Lines и авиационным холдингом Alaska Air Group, впоследствии сделав выбор в пользу второго предложения. После вхождения в состав холдинга была сделана попытка выстроить работу двух перевозчиков Jet America Airlines и Alaska Airlines
на разных и взаимодополняющих маршрутных сетях, однако данная бизнес-модель была признана слишком дорогостоящей и 1 октября 1987 года Jet America Airlines полностью вошла в состав магистральной авиакомпании Alaska Airlines.

## Маршрутная сеть
На пике своей деятельности маршрутная сеть авиакомпании Jet America Airlines включала в себя регулярные рейсы в 12 аэропортов США:

### США

#### Калифорния
- Лонг-Бич — Аэропорт Лонг-Бич
- округ Ориндж — Аэропорт имени Джона Уэйна
- Окленд — Международный аэропорт Окленд

#### Иллинойс
- Чикаго — Международный аэропорт О'Хара

#### Миннесота
- Миннеаполис/Сент-Пол — Международный аэропорт Миннеаполис/Сент-Пол

#### Миссури
- Сент-Луис — Международный аэропорт Сент-Луис/Ламберт

#### Орегон
- Портленд — Международный аэропорт Портленд

#### Техас
- Даллас/Форт-Уэрт — Международный аэропорт Даллас/Форт-Уэрт

#### Мичиган
- Детройт — Столичный аэропорт Детройт округа Уэйн

#### Вашингтон
- Вашингтон (округ Колумбия) — Национальный аэропорт Вашингтон имени Рональда Рейгана

- Сиэтл/Такома — Международный аэропорт Сиэтл/Такома

#### Невада
- Лас-Вегас — Международный аэропорт Маккаран

## Флот
Воздушный флот авиакомпании Jet America Airlines составляли десять самолётов: